# Гарсия Кастильо, Алехандро
Алехандро Гарсия Кастильо (исп. Alejandro García Castillo; род. 28 февраля 2001, Манисалес) — колумбийский футболист, защитник клуба «Онсе Кальдас».

## Клубная карьера
Гарсия — воспитанник клуба «Онсе Кальдас». 16 марта 2017 года в поединке Кубка Колумбии против «Агилас Дорадас» Алехандро дебютировал за основной состав. В 2018 году в матче против «Агилас Дорадас» он дебютировал в Кубке Мустанга. 27 марта 2021 года в поединке против «Бояка Чико» Алехандро забил свой первый гол за «Онсе Кальдас». 

## Международная карьера
В 2023 году в составе олимпийской сборной Колумбии Гарсия принял участие в домашних Панамериканских играх. На турнире он сыграл в матчах против команд Гондураса, США, Уругвая и Бразилии.